# Muisi Ajao
Muisi Ajao (Lagos, 2 dicembre 1978) è un allenatore di calcio ed ex calciatore nigeriano, di ruolo difensore, vice allenatore del TS Galaxy.

## Carriera

### Club
Ha giocato nella prima divisione dei campionati nigeriano, belga e sudafricano.

### Nazionale
Nel 2001 ha giocato una partita con la nazionale nigeriana, durante la quale ha anche segnato una rete.

## Palmarès

### Club

#### Competizioni nazionali
- Campionato nigeriano: 1

Shooting Stars: 1995
- Coppa di Nigeria: 2

Shooting Stars: 1995
Julius Berger: 1996

#### Competizioni internazionali
- Coppa CAF: 1

Bendel Insurance: 1994